# Carlo Lasinio

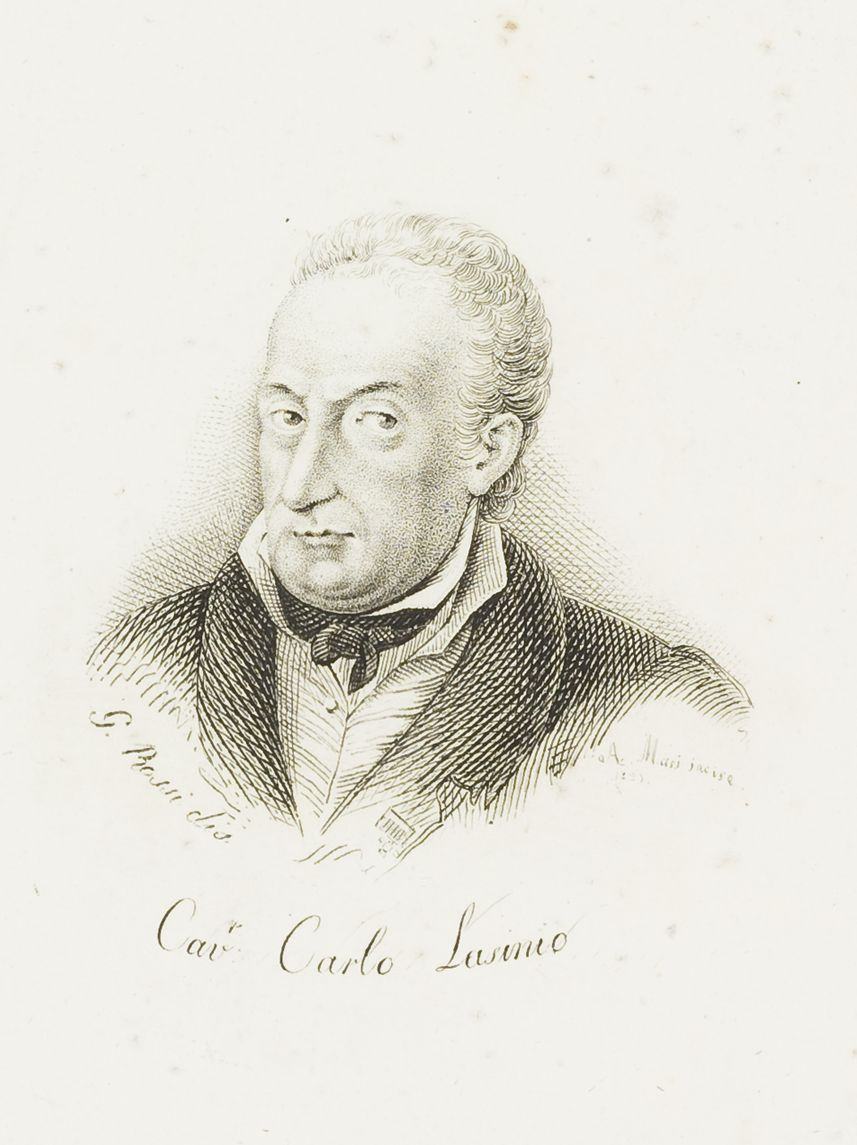
Carlo Lasinio

Graf Carlo Lasinio (* 10. Februar 1759 in Treviso; † 26. März 1838 in Pisa) war ein italienischer Zeichner, Radierer und Kupferstecher. Er arbeitete aber überwiegend in Florenz.

## Leben und Werk

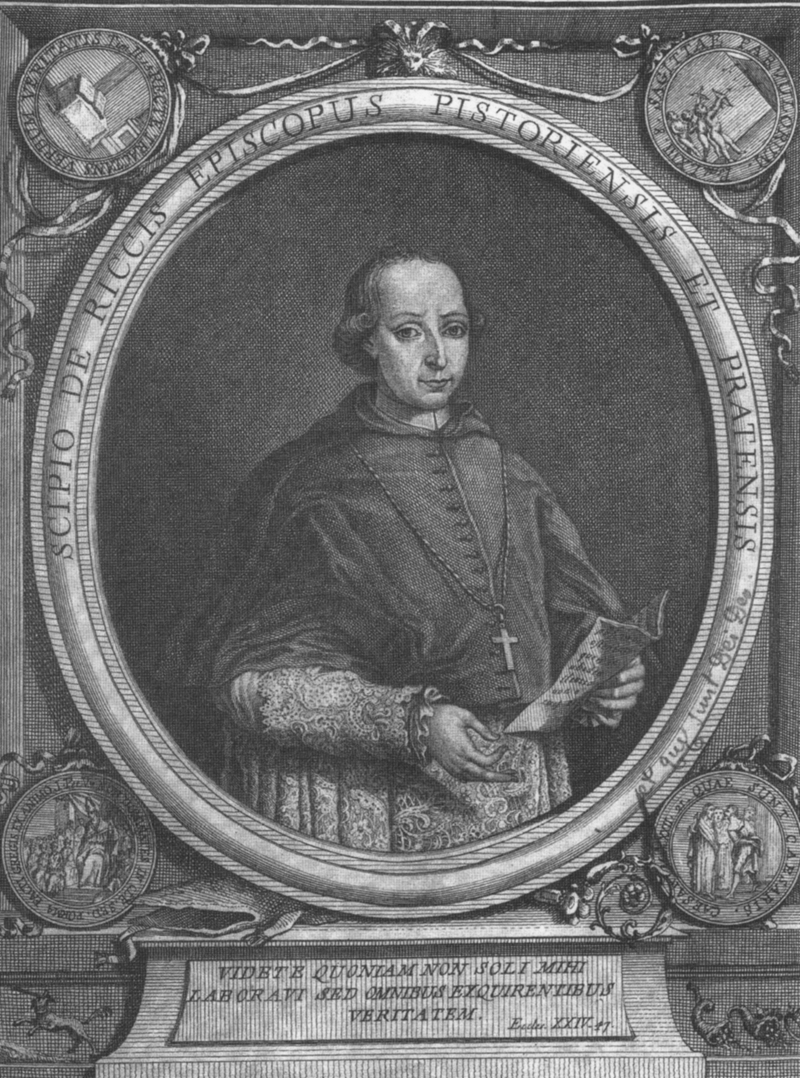
Scipione de’ Ricci

Lasinio war Konservator der Kunstschätze der Galerie in Pisa und machte sich durch die Erhaltung und Nachbildung von Kunstwerken älterer Zeit bekannt. Bedeutend sind die 40 Blätter Zieraten nach alten Fresken und Ölgemälden in Florenz (1789), und die 41 Blätter des Pitture a fresco del Campo Santo di Pisa (die Wandgemälde des Camposanto in Pisa, Florenz, 1810–1812) sowie die von seinem Sohn und Schüler Giovanni Paolo (1796–1855) gezeichneten berühmten Fresken des 14. und 15. Jahrhunderts (2. Ausg., 1841, 32 Blätter).
Sein Sohn zeichnete und stach ebenfalls die Fresken des Camposanto von Pisa (1832, 44 Blätter) und stach die Tafeln zu Ippolito Rosellinis Monumenti dell’Egitto e de la Nubia (Ägyptische und nubische Altertümer).